# Vulcana-Băi
Vulcana-Băi là một xã thuộc hạt Dâmbovița, România. Dân số thời điểm năm 2002 là 3008 người.